# Lasiobelba izquierdoae
Lasiobelba izquierdoae är en kvalsterart som beskrevs av Arillo, Gil-Martín och Subías 1994. Lasiobelba izquierdoae ingår i släktet Lasiobelba och familjen Oppiidae. Inga underarter finns listade i Catalogue of Life.